# Élection pontificale de 1191
L'élection pontificale de 1191 se déroule juste après la mort du pape Clément III et aboutit à l'élection, le 30 mars 1191, du cardinal Giacinto di Pietro di Bobone qui devient le pape Célestin III.

## Sources
- (en) Cet article est partiellement ou en totalité issu de l’article de Wikipédia en anglais intitulé « Papal election, 1191 » (voir la liste des auteurs).
- (en) Sede Vacante de 1191 - Université de Nothridge - État de Californie - John Paul Adams - 27 septembre 2014